# Raduniza
Raduniza bzw. Radauniza (belarussisch Ра́дуніца, Ра́даўніца; Radoniza (russisch Радоница); Prowody (ukrainisch Проводи); auf Deutsch etwa „Tag der Freude“) ist ein Fest der Russisch-Orthodoxen Kirche. Raduniza wird am zweiten Dienstag nach Ostern (regional in Russland auch am zweiten Montag) begangen, ist slawischen Ursprungs und vorwiegend vom Totengedenken bestimmt. In Belarus ist es ein gesetzlicher Feiertag.